# Tržnica Devaradža
Tržnica Devaradža je tržnica v Misoreju. Na njen se lahko kupi rože, sadje in izbira med stožčastimi kupi pisanega prahu Kumkuma. Začimbe, izdelki iz sandalovine, svileni sari, eterična olja in kadila so tudi na voljo za nakup. Tržnica je na cesti Sajadži Rao. Leta 2017 je bilo na trgu 1122 trgovin, ki so zaposlovale več kot 3000 ljudi in vsak dan sprejmejo od 8000 do 10.000 obiskovalcev. Je turistična atrakcija in priljubljeno mesto za fotografiranje.
Tržnica je bila zgrajena leta 1886. Sprva je bila tedenska tržnica.[6] Tržnica je bila zgrajena nad kanalom Devan Pornaiah, ki je dobavljal pitno vodo palači Misore. Ime je dobil leta 1925 po Dodda Devaradža Vadejar. Znana je tudi kot tržnica Doda.
Njegova površina obsega 3,67 hektarjev. Trg omejuje struktura z lesenimi špirovci in kamnitimi zidovi, ki gledajo na ulico na vseh štirih straneh. Severna vrata so na cesti Devantri. Tržnico omejuje cesta Sajadži Rao na vzhodni strani. Južna vrata so obrnjena proti stolpu z uro Dufferin. Znotraj tržnice so odprti prostori, kjer lahko prodajalci prodajajo svoje izdelke. Notranje trgovine so razporejene vzdolž treh ladij, ki potekajo skozi celotno tržnico.
V preteklih letih so bili na trgu Devaradža tudi požari in druge nesreče. Leta 1981 je požar uničil 150 trgovin, leta 1990 175 in leta 1999 30 trgovin. Avgusta 2016 so se severna vhodna vrata porušila zaradi strukturne šibkosti. Pojavile so se razprave o rušenju trga zaradi propadajočega stanja.